# Damian Bednarski
Damian Piotr Bednarski (ur. 29 września 1975 w Rybniku) – polski duchowny, dr hab. nauk teologicznych, adiunkt Instytutu Nauk Teologicznych Wydziału Teologicznego Uniwersytetu Śląskiego w Katowicach

## Życiorys
W 2000 ukończył studia teologiczne w Papieskiej Akademii Teologicznej w Krakowie, a w latach 2003-2008 ukończył podyplomowe studia specjalistyczne teologii, oraz podyplomowe studium teologii pastoralnej na Uniwersytecie Śląskim w Katowicach.
8 kwietnia 2008 obronił pracę doktorską Bractwa pobożne, stowarzyszenia i ruchy kościelne w diecezji katowickiej (1945-1989), 14 stycznia 2020 habilitował się na podstawie pracy zatytułowanej Biskup Józef Gawlina wobec Polaków na emigracji.
Jest zatrudniony na stanowisku adiunkta w Instytucie Nauk Teologicznych na Wydziale Teologicznym Uniwersytetu Śląskiego w Katowicach.